# Omotes cucujides
Omotes cucujides là một loài bọ cánh cứng trong họ Cerambycidae.